# Accidente 703
Accident 703 és una coproducció hispano-argentina del 1962 en clau de drama amb toc de road movie dirigida per José María Forqué amb guió de Pedro Masó i Vicente Coello que va rebre una crítica de qualitat bona.

## Argument
Héctor viatja amb cotxe amb Luisa per la carretera en viatge des de Madrid a Barcelona. En un altre cotxe viatgen Jorge i Paula, el seu amant, que es creuen inesperadament en el camí del primer, provocant que xoquin contra un arbre i s'estimbin. Héctor mor i Luisa queda greument ferida. L'altre cotxe no es deté, així com alguns altres, cadascun per motius personals diferents, com Julio, un camioner que no els auxilia per poder arribar a temps al seu destí, ignorant que en el vehicle sinistrat viatjava una antiga núvia seva. El drama està servit.

## Repartiment
- Manuel Alexandre
- Ángel Álvarez
- Carlos Ballesteros
- Vicente Bañó
- Maite Blasco
- Frank Braña
- Ángela Bravo
- José María Caffarel
- Susana Campos
- Ricardo Canales
- Antonio Casas
- Antonio Cerro
- Enrique Closas
- Carlos Cores
- Francisco Cornet
- Miguel Ángel de la Iglesia .... nen
- Antonio Delgado
- Alejo del Peral
- Hebe Donay
- Enrique Echevarría
- Irán Eory
- Carlos Estrada
- Pedro Fenollar
- Lola Gálvez
- Gemma García
- Tito García
- Manolo Gómez Bur
- Julia Gutiérrez Caba
- Jesús Guzmán
- Lolita Herrera
- Guillermo Hidalgo
- Maribel Hidalgo
- Rufino Inglés
- María Luisa Lamata
- José Luis López Vázquez
- Carmen Lozano
- Jacinto Martín
- Maribel Martín.... nena
- José Morales
- Guadalupe Muñoz Sampedro
- José Orjas
- Rosa Palomar
- Erasmo Pascual
- Jesús Puente
- Elisa Romay
- Concha Sánchez
- Ángel Terrón
- Núria Torray
- Ana María Ventura
- José Villasante

## Premis
Julia Gutiérrez Caba va rebre el premi a la millor actriu principal als Premis del Sindicat Nacional de l'Espectacle de 1962.